# Canelas (Sangenjo)
Canelas es la denominación de un pueblo costero de Sangenjo, Pontevedra y la playa homónima en la que se encuentra el mismo. Debe este nombre a la gran cantidad de cañas que allí hay. Al igual que toda la zona costera de Pontevedra, Canelas tiene un clima atlántico, caracterizado por abundantes lluvias y temperaturas suaves. Se encuentra protegido de los vientos del norte, debido a que el lugar está orientado hacia el sur. Las olas son bastante pequeñas, pero con la llegada de algunos temporales aumentan considerablemente, llegando a ser un sitio para los surfistas novatos, debido también a la ausencia de rocas en el centro de la playa. Según el último INE en el año 2013 tenía 71 habitantes (36 hombres y 35 mujeres).

## La playa
La playa de su mismo nombre, de 400 metros de longitud, es uno de los focos de turismo de la región destacando por sus vistas. La calidez de la arena y de las aguas que la bañan hacen de canelas una de las playas más atractivas del ayuntamiento de Sangenjo, sobre todo para la gente joven. El arenal cuenta con el distintivo europeo de bandera azul. Al lado de la playa se encuentra la punta de Cabicastro, un acantilado de unos ciento cincuenta metros de altura. Ha presentado un aumento de tamaño y calidad en los últimos diez años. Al otro lado de la playa y separándola de la playa de Caneliñas se encuentra la Punta del Seame, caracterizada por su paisaje atlántico pero sin dejar de ser a la vez un paisaje calmado y turístico; la zona está casi por completo arbolada.